# Маурісіо Монтеро
Маурісіо Антоніо де ла Трінідад Монтеро Чинчилья (ісп. Mauricio Antonio de la Trinidad Montero Chinchilla; нар. 19 жовтня 1963, Гресія, Алахуела, Коста-Рика) — костариканський футболіст та тренер, виступав на позиції захисника.

## Клубна кар'єра
У дорослому футболі дебютував 1980 року у «Рамоненсе». У 1987 році перейшов до «Алахуеленсе», у футболці якого дебютував 25 липня того ж року. Останній матч у кар'єрі провів 15 вересня 1998 року проти колумбійського клубу «Атлетіко Букамаранга». У вище вказаному матчі маурісіо вийшов на поле у футболці з 20-им ігровим номером, в якій він виступав протягом свого перебування в «Алахуеленсе». Однак 20-ий номер Монтеро використовував не завжди: з 1990 по 1991 рік виступав у футболці під номером 12, а також принаймні в одному з матчів сезону 1990/91 років одягнув футболку з номером 3 (налдежав одному з захисників команди Ернану Фернандо Соссі). За словами самого Маурісі, сталося це тому, що 20-ий номер вже був зайнятий. Загалом у чемпіонаті Коста-Рики зіграв 556 матчів, 408 з яких — у складі «Алахуеленсе».
Прізвисько «Ель-Чунче» («Річ») походить від його відповіді на запитяя про те, що він купить на виграні гроші. Він відповів ісп. Voy a comprarme un chunche («Я куплю річ»), тобто він хотів би придбати транспортний засіб (костариканці використовують слово ісп. chunche для позначення майже будь-чого). Один з найхаризматичніших футболістів Коста-Рики. Він є творцем ісп. El tiro del zoncho (постріл стерв'ятника) в матчі, в якому Монтеро прямував до лінії воріт, демонстрував дриблінг перед воротарем і потужно пробивав під попереченою на висоті приблизно 6 футів від лінії вороіт, термін походить від перебільшення вболівальники розповідали, що м'яч розірвав сітку воріт, вилетівши на трибуни.

## Кар'єра в збірній
У футболці національної збірної Коста-Рики дебютував 1985 року. Учасник чемпіонату світу з футболу 1990 року в Італії (зіграв усі 4 матчі на турнірі), кубку націй УНКАФ 1991 та 1995 років, а також Золотого кубку КОНКАКАФ 1991 року. Загалом за збірну Коста-Рики зіграв 56 матчів, в яких відзначився 3-ма голами.
Востаннє футболку національної команди одягав 5 червня 1996 року в поєдинку проти Канади.

### Голи за збірну
Рахунок та результат збірної Коста-Рики в таблиці вказано на першому місці.
| №  | Дата              | Місце                                               | Суперник  | Рахунок | Результат | Змагання         |
| -- | ----------------- | --------------------------------------------------- | --------- | ------- | --------- | ---------------- |
| 1. | 24 листопада 1991 | Ірвінг Стедіум, Даллас, США                         | США       | 1–1     | 1–1       | Товариський матч |
| 2. | 27 травня 1992    | Естадіо Рікардо Сапрісса Айма, Сан-Хосе, Коста-Рика | Еквадор   |         | 2–1       | Товариський матч |
| 3. | 4 березня 1992    | Естадіо Рікардо Сапрісса Айма, Сан-Хосе, Коста-Рика | Сальвадор | 1–0     | 2–0       | Товариський матч |

## Кар'єра тренера
Через декілька років після завершення кар'єри розпочав тренерську діяльність. Монтеро розпочав тренерську діяльність на посаді асистента головного тренера Оскара Раміреса в «Белені», потім тренував клуб другого дивізіону «Мунісіпаль Гресія». Після двох сезонів у «Белені» став помічником головного тренера у команді «Алахуеленсе», з яким здобув Кубок чемпіонів КОНКАКАФ у 2004 році та національний чемпіонат у 2005 році. З 2007 року по жовтень 2008 року працював головним тренером «Кармеліти». Потім повернувся в «Алахуеленсе», щоб стати першим помічником тренера, знову під керівництвом Оскара Раміреса. У серпні 2015 року звільнений з займаної посади, але очолив команду клубу U-15.
Працював коментатором Canal 7 Teletica Deportes під час чемпіонату світу 2014 року.

## Особисте життя
Монтеро одружений з Люксінією Авільї, мають трьох дітей.

## Досягнення
«Алахуеленсе»
- Чемпіонат Коста-Рики
  -  Чемпіон (4): 1990/91, 1991/92, 1995/96, 1996/97
- Клубний кубок УНКАФ
  -  Володар (1): 1996

Коста-Рика
- Переможець Чемпіонату націй КОНКАКАФ: 1989
- Бронзовий призер Ігор Центральної Америки та Карибського басейну: 1990
- Переможець Кубка центральноамериканських націй: 1991